# Commonwealth Bank Tennis Classic 2006
Il Commonwealth Bank Tennis Classic 2006 è stato un torneo di tennis giocato sul cemento. È stata la 12ª edizione del Commonwealth Bank Tennis Classic, che fa parte della categoria Tier III nell'ambito del WTA Tour 2006. Si è giocato al Grand Hyatt Bali di Bali, in Indonesia, dall'11 al 17 settembre 2006.

## Campionesse

### Singolare
Svetlana Kuznecova ha battuto in finale  Marion Bartoli con il punteggio di 7–5, 6–2

### Doppio
Lindsay Davenport /  Corina Morariu hanno battuto in finale  Natalie Grandin /  Trudi Musgrave con il punteggio di 6–3, 6–4